# Jenny Johnson Jordan
Jennifer "Jenny" Johnson Jordan (Los Angeles, 8 juni 1973) is een voormalig Amerikaans beachvolleyballer. Met Annett Davis won ze in 1999 een zilveren medaille bij de wereldkampioenschappen en nam ze eenmaal deel aan de Olympische Spelen.

## Carrière
Jordan speelde drie jaar volleybal voor de UCLA en maakte in 1996 met Katy Eldridge haar professioneel beachvolleybaldebuut bij het WPVA-toernooi in Hermosa Beach. Gedurende haar carrière vormde ze vervolgens een team met Annett Davis. In 1997 namen ze in eigen land deel aan drie toernooien en behaalden ze een tweede plaats in Orlando; in de FIVB World Tour waren ze actief op twee toernooien waar ze niet verder kwamen dan twee drie-en-dertigste plaatsen. Het daaropvolgende seizoen deden ze mee aan vier toernooien in de World Tour met een negende plaats in Salvador als beste resultaat. In 1999 behaalde het duo bij vier wedstrijden in de AVP Tour enkel podiumplaatsen; ze werden eerste in Muskegon, tweede in Clearwater en Chicago en derde in Hermosa Beach. Op mondiaal niveau noteerden Jordan en Davis enkel toptienklasseringen. Bij de wereldkampioenschappen in Marseille wonnen ze de zilveren medaille achter het Braziliaanse duo Shelda Bede en Adriana Behar. Bij de overige zes FIVB-toernooien haalde het tweetal driemaal het podium: eerste in Espinho, tweede in Dalian en derde in Toronto.
Het jaar daarop namen Jordan en Davis in de Amerikaanse competitie deel aan vijf toernooien waarbij ze twee overwinningen (Santa Monica en San Diego), een tweede plaats (Long Beach) en twee derde plaatsen (Oceanside en Seal Beach) behaalden. In de World Tour was het duo actief op tien reguliere toernooien waarbij ze acht topvijfklasseringen noteerden. Ze werden eenmaal eerste (Marseille), tweede (Cagliari) en derde (Rosarito), driemaal vierde (Toronto, Gstaad en Espinho) en tweemaal vijfde (Berlijn en Osaka). Bij de Olympische Spelen in Sydney eindigden ze als vijfde nadat ze in de kwartfinale werden uitgeschakeld door het Japanse duo Yukiko Takahashi en Mika Saiki. Nadat Jordan in 2001 moeder was geworden, keerde ze het seizoen daarna terug in het nationale beachvolleybalcircuit. Jordan en Davis deden dat seizoen mee aan zeven wedstrijden in de AVP Tour en behaalden enkel podiumplaatsen. Het duo won in Manhattan Beach en Chicago, werd tweede in Belmar en Las Vegas en eindigde als derde in Huntington Beach, Hermosa Beach en Santa Barbara. In 2003 waren ze in eigen land actief op negen toernooien. Ze bereikten daarbij telkens de kwartfinale en haalden zeven keer het podium; ze werden eenmaal tweede (Tempe), vijfmaal derde (Fort Lauderdale, Hermosa Beach, San Diego, Huntington Beach en Las Vegas) en driemaal vijfde (Belmar, Manhattan Beach en Chicago). Op mondiaal niveau namen ze deel aan zes reguliere met een vierde (Gstaad) en vier vijfde plaatsen (Berlijn, Marseille, Klagenfurt en Los Angeles) als resultaat. Daarnaast eindigden ze bij de WK in Rio de Janeiro op plek vier, nadat ze de halve finale verloren hadden van Bede en Behar en de wedstrijd om het brons van Natalie Cook en Nicole Sanderson uit Australië.
Het daaropvolgende seizoen was Jordan met Davis voor het laatst actief in de World Tour. Ze namen er deel aan acht toernooien en behaalden daarbij drie tweede plaatsen (Shanghai, Stavanger en Marseille), een derde plaats (Klagenfurt) en een vierde plaats (Rodos). In de AVP Tour deed het duo mee aan tien toernooien waarbij ze negenmaal op het podium eindigden; in Austin, Manhattan Beach, San Diego en Chicago werden ze tweede en in Fort Lauderdale, Tempe, Belmar, Las Vegas en Santa Barbara. In 2005 werd Jordan voor de tweede keer moeder en speelde ze geen wedstrijden. Het jaar daarop namen Jordan en Davis deel aan vijftien toernooien met negen podiumplaatsen als resultaat; ze eindigden twee keer als tweede (Boulder en Mason) en zeven keer als derde (Fort Lauderdale, Tempe, Santa Barbara, Hermosa Beach, Atlanta, Birmingham en Lake Tahoe). Het seizoen erop deed het tweetal mee aan zeventien wedstrijden. Ze boekten de overwinning in Chicago en werden zesmaal derde (Tampa, Atlanta, Charleston, Seaside Heights, Manhattan Beach en Brooklyn). In 2008 speelden Jordan en Davis wederom zeventien wedstrijden in de AVP Tour. Ze behaalden twee eerste (Belmar en Santa Barbara), vijf tweede (Louisville, Atlanta, Hermosa Beach, Boulder en San Diego) en zes derde plaatsen (Dallas, Huntington Beach, Chicago, Mason, San Francisco en Manhattan Beach).
Het jaar daarop nam het duo mee aan vijftien toernooien, waarbij een tweede plaats (Manhattan Beach) en tien derde plaatsen (Panama City, San Diego, Huntington Beach, Atlanta, Ocean City, Brooklyn, Hermosa Beach, San Francisco, Muskegon en Chicago) werden behaald. Het daaropvolgende seizoen waren Jordan en Davis actief op zeven AVP-toernooien. Ze wonnen in Santa Barbara, werden tweede in Long Beach en eindigden als derde in Hermosa Beach. In 2011 organiseerde de AVP geen toernooien voor vrouwen, maar Jordan deed mee aan toernooien in verschillende andere Amerikaanse competities. Het jaar daarop speelde ze in Cincinnati met Davis haar laatste professionele beachvolleybalwedstrijd.

## Palmares
Kampioenschappen
- 1999:  WK
- 2000: 5e OS
- 2003: 4e WK

FIVB World Tour
- 1999:  Toronto Open
- 1999:  Espinho Open
- 1999:  Dalian Open
- 2000:  Rosarito Open
- 2000:  Cagliari Open
- 2000:  Marseille Open
- 2004:  Shanghai Open
- 2004:  Stavanger Open
- 2004:  Grand Slam Marseille
- 2004:  Grand Slam Klagenfurt

## Persoonlijk
Haar vader Rafer Johnson won als meerkamper een zilveren en gouden medaille bij de Olympische Spelen en haar man Kevin Jordan speelde American football voor de UCLA.